# Keraterm
Keraterm var ett fångläger (också omnämnt som fängelse och koncentrationsläger) under Bosnienkriget 1992-1995, beläget utanför Prijedor i norra Bosnien och Hercegovina.